# Majin Tantei Nōgami Neuro
Majin Tantei Nōgami Neuro (魔人探偵脳噛ネウロ lit. Demonio detective privado Nōgami Neuro?), también conocida como Neuro: Supernatural Detective, es una serie de manga escrita e ilustrada por Yūsei Matsui. Fue publicada en la revista Weekly Shonen Jump desde 2005 hasta 2009. La serie fue adaptada a dos CD dramas y una serie de anime por el estudio Madhouse.

## Argumento
Nōgami Neuro es un demonio que se alimenta de misterios y viene a la tierra en busca de nuevos misterios porque dice que los del mundo demoníaco ya han sido devorados por él y no pudieron satisfacer su gran apetito. Para ocultar su identidad como demonio, obliga a Katsuragi Yako, una estudiante de secundaria, a convertirse en detective, a cambio de que él resuelva el misterio del asesinato de su padre; así que mientras él resuelve los casos haciéndose pasar por su asistente, Yako va adquiriendo habilidades para analizar y comprender mejor que nadie la psicología humana.

## Personajes
Neuro Nōgami (脳噛 ネウロ Nōgami Neuro?)
Seiyū: Takehito Koyasu
El personaje principal de la serie, un detective del infierno que busca misterios y mentes intrincadas para su sustento. Como él mismo explica, cuando él resuelve el misterio y desenmascara al culpable, eso libera las energías negativas que causaron que el culpable cometiera el crimen, y de las cuales él se alimenta. Él vino a la tierra en busca del Máximo Misterio, ya que todos los misterios en el Makai eran insulsos y repetitivos. Una vez que llega a la tierra, el convierte a Yako en su esclava, es decir asistente y comienza a resolver misterios. Debido a una regla del Makai (cuando un habitante del Makai va a la tierra tiene que mantener un bajo perfil) en público Neuro muestra a Yako como la detective, y él actúa como su asistente aunque es quien realiza todo el trabajo de investigación.
Yako Katsuragi (桂木 弥子 Katsuragi Yako?)
Seiyū: Kana Ueda
Yako es el primer personaje presentado en la serie. Ella conoce a Neuro cuando él se le aparece, irrumpiendo en la habitación de su padre, y le promete ayudarla a resolver el misterio de la muerte del mismo. Ella tiene un gran apetito, y tiene una facilidad para entender la psicología humana y esto ocasionalmente le da acceso a Neuro a información que él no puede obtener (debido a que no es humano).
Eishi Sasazuka (笹塚 衛士 Sasazuka Eishi?)
Seiyū: Kōji Yusa
Sasazuka es un oficial de policía que fue asignado para resolver la misteriosa muerte del padre de Yako. Él permite que Yako y Neuro tengan casi completa libertad de movimiento en la escena del crimen y en los arrestos, aunque después paga las consecuencias. Sasazuka aparenta ser poco emotivo, pero tiene una mente ágil, actúa rápidamente ante una emergencia, y es un excelente tirador. Normalmente tiene una actitud generosa y cooperativa con Yako pero tiene una actitud de sospecha respecto a Neuro.
Jun Ishigaki (石垣 筍 Ishigaki Jun?)
Seiyū: Kōsuke Toriumi
Ishigaki es un joven oficial de policía. Tras la misteriosa muerte del padre de Yako, Ishigaki se convierte en el compañero de Sasazuka. Es el típico joven moderno, Ishigaki es impertinente, descuidado, y tiene una baja autoestima. Idolatra a Sasazuka, y muy seguido lo consideran una distracción. Él está muy interesado en toda clase de modelos de juguetes que vienen en las cajas de comida rápida y es muy bueno coleccionando estos juguetes.
Shinobu Godai (吾代 忍 Godai Shinobu?)
Seiyū: Hiroyuki Yoshino (anime), Kishō Taniyama (CD drama)
Godai trabajaba para una pequeña casa financiera que era controlada por el inframundo. En una situación muy difícil Neuro hace una apuesta con todos los miembros de la casa financiera, y luego de que Neuro resuelve el misterio de la muerte del jefe, Neuro consigue su oficina y los despide a todos. De cualquier modo, Neuro piensa que Godai puede serle útil, así que lo "emplea" (por la fuerza) como un especialista para la oficina del detective Katsuragi. Godai a veces es llamado "El segundo esclavo de Neuro". Godai tiene un temperamento irascible, se enfurece con facilidad y grita mucho; pero increíblemente también es un hombre metódico, responsable y de confianza.
Akane-chan (あかねちゃん Akane-chan?)
Akane es un cadáver en la pared de la oficina que Neuro ganó. Todo lo que se ve de ella es una trenza de cabello que puede manejar como si fuera una mano. Neuro consigue que ella sea su secretaria a cambio del cuidado de su cabello (provisto por Yako). Akane luego aparece (como una trenza) adherido en el nuevo celular de Yako.
Aya Asia (アヤ・エイジア Aya Eishia?)
Una idol de fama mundial quien acude a la oficina de Yako y la contrata para que descubra quien es el culpable de los asesinatos de su mánager y amigos. Su plan se arruina cuando Neuro y Yako la incriminan en TV, por la publicidad y lo sonoro de este caso Yako gana una notoria reputación.
X (バツ Batsu?)
X (pronunciado como Sai) es un humano misterioso con poderes sobrenaturales. El cree que no tiene identidad y en un intento desesperado por encontrar una para sí mismo, empieza a secuestrar gente y estudiarlos por dentro para encontrar algo que le dé una identidad.

## Producción
Antes de que la serie comenzase a publicarse de forma regular en Weekly Shōnen Jump, Yūsei Matsui publicó dos one-shots. El primero se publicó en la edición de verano de la revista Akamaru Jump; ganó el premio Jump Juni-ketsu Shinjin Manga-sho (Premio Jump de autores noveles) en la categoría de horror y misterio. Después de que este primer one-shoot fuese, según Shueisha, "extremadamente bien recibido", el segundo se publicó en el número 41 de Weekly Shōnen Jump el 6 de septiembre de 2004.

## "777 herramientas del mundo demoniaco"
Con el paso de la serie Neuro utiliza una serie de técnicas que supuestamente otros demonios del infierno pueden hacer y que son usadas para cualquier propósito. Neuro usa mucha de ellas para resolver los misterios.
- Evil Javelin: (Primera aparición: Capítulo 1) Neuro transforma su brazo en una especie de espada que no corta sino que analiza la composición de los objetos que atraviesa.
- Evil Ilusion: (Primera aparición: Capítulo 2) Neuro transforma cualquier objeto en este caso la sombrilla para crear una Ilusión sobre Hime.

- Evil Friday: (Primera aparición: Capítulo 3) Neuro escupe una gran esfera hecha de ojos. Los ojos se separan de la esfera y se convierten en formas de vida conscientes. La función de estos ojos es de cámaras que le sirven de ojos extra a Neuro.

- Lethargic Magic Lantern Evil Blind: (Primera aparición: Capítulo 5) Neuro se encierra a sí mismo y a cualquiera de su elección en un aura. Esto permite que Neuro y compañía pasen en un radio de 10 metros a un plano de existencia de "baja resolución". Usado para la investigación, el método es probablemente usado por otros demonios para asesinar, según Neuro.

- Evil Stalker: (Primera aparición: Capítulo 8) Es un insecto que Neuro usa para rastrear a las personas. Funciona como un dispositivo de rastreo.

- Evil Strings: (Primera aparición: Capítulo 9) Es un insecto en forma de murciélago que al introducirse en un cuerpo humano utiliza las neuronas del cerebro como cuerdas musicales y causa dolor.

- Evil Script: (Primera aparición: Capítulo 10) Neuro se quita su guante y su mano se vuelve cibernética. Él puede usar esta mano cibernética para conectarse con objetos como computadoras y obtener información con solo tocarlas.

- Evil Fiction: (Primera aparición: Capítulo 11) Es un insecto que puede cambiar la personalidad de la persona a la que esté mordiendo, solo dura 30 minutos, si se pasa este tiempo se comerá los oídos, invadirá el cuerpo y se comerá los órganos.

## Anime
El anime se empezó a emitir el 10 de octubre de 2007, y es producido por los estudios Madhouse.
Opening: DIRTY por ナイトメア (Nightmare).
Ending: Kodoku no Hikari (孤独のヒカリ, La luz de la soledad) por Seira Kagami (加賀美セイラ Kagami Seira).